# Torrey DeVitto

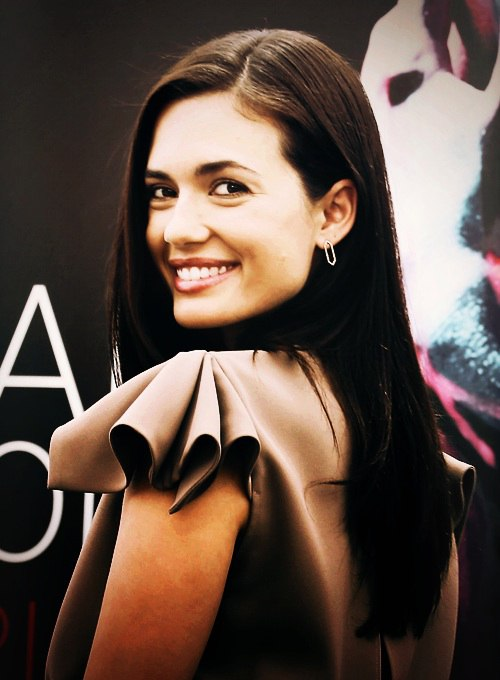
Torrey DeVitto (2008)

Torrey DeVitto (* 8. Juni 1984 in Long Island, New York als Torrey Joel DeVitto) ist eine US-amerikanische Schauspielerin und ehemaliges Model.

## Frühe Jahre
Torrey DeVitto ist eine von drei Töchtern von Mary und Liberty DeVitto. Ihr Vater war Schlagzeuger der Band von Billy Joel. Sie zog in ihrer Jugend häufig mit ihrer Familie um. Im Alter von sechs Jahren begann sie selbst Violine zu spielen, war später Mitglied des Orchesters ihrer Highschool und ist unter anderem auf Raphael Saadiqs 2004 erschienenem Album As Ray Ray zu hören.
DeVitto war mit dem Schauspieler Paul Wesley verheiratet.

## Beruflicher Werdegang
Zunächst begann DeVitto eine Karriere als Model und stand unter Vertrag bei Ford Models und der Modelagentur Avenue One. Im Jahr 2002 entschied sie sich jedoch ins Filmgeschäft zu wechseln. Sie spielte zunächst nur kleinere Rollen in bekannten Fernsehserien wie Dawson’s Creek, Scrubs – Die Anfänger und King of Queens. In Beautiful People spielte sie 2005 und 2006 mit dem angehenden Model Karen Kerr erstmals eine größere Rolle. Im Jahr 2008 verkörperte sie in der TV-Serie One Tree Hill ein psychisch gestörtes Kindermädchen, das über den Tod ihres eigenen Kindes nicht hinwegkommt und es in Form des Kindes ihrer Chefin, dargestellt von Bethany Joy Lenz, ersetzen will. Von 2010 bis 2017 war sie in der Mysteryserie Pretty Little Liars als Melissa Hastings (Spencers Schwester) zu sehen. In der Serie Vampire Diaries spielte sie 2012 bis 2013 die wiederkehrende Nebenrolle der Ärztin Dr. Meredith Fell. In der Serie Chicago Med spielte sie von 2015 bis 2021 die Rolle von Dr. Natalie Manning in der Hauptbesetzung. In der ersten Folge der siebten Staffel von Chicago Med verlässt sie das Krankenhaus und zieht mit ihrem Sohn fort. Eine wiederkehrende Nebenrolle als Dr. Natalie Manning spielte sie auch in den Serien Chicago Fire und Chicago P.D.

## Filmografie (Auswahl)
- 2003: Scrubs – Die Anfänger (Scrubs, Fernsehserie, Folge 3x03 Mein Berater)
- 2003: Dawson’s Creek (Fernsehserie, Folge 6x19 Im Rampenlicht)
- 2004–2005: Drake & Josh (Fernsehserie, 3 Folgen)
- 2005: Jack & Bobby (Fernsehserie, Folge 1x17 Geliebte Grace)
- 2005–2006: Beautiful People (Fernsehserie, 16 Folgen)
- 2005: Starcrossed
- 2005: King of Queens (The King of Queens, Fernsehserie, Folge 7x09 Duftnoten)
- 2006: Ich werde immer wissen, was du letzten Sommer getan hast (I’ll Always Know, What You Did Last Summer)
- 2007: Heber Holiday
- 2008: Green Flash
- 2008: Killer Movie
- 2008: CSI: Miami (Fernsehserie, Folge 6x14 Sie dürfen die Braut nun töten)
- 2008: One Tree Hill (Fernsehserie, 16 Folgen)
- 2009: Castle (Fernsehserie, Folge 2x03 Das neue Gesicht)
- 2010–2017: Pretty Little Liars (Fernsehserie, 40 Folgen)
- 2011: The Rite – Das Ritual (The Rite)
- 2011: Marcy (Fernsehserie, Folge 1x01 Marcy Does Yoga)
- 2012–2013: Vampire Diaries (The Vampire Diaries, Fernsehserie, 12 Folgen)
- 2013: Army Wives (Fernsehserie, 13 Folgen)
- 2013: Evidence – Auf der Spur des Killers (Evidence)
- 2014: CSI: Vegas (CSI: Crime Scene Investigation, Fernsehserie, Folge 14x21 Kitty)
- 2014: Stalker (Fernsehserie, Folge 1x01)
- 2014: Major Crimes (Fernsehserie, Folge 3x13 Acting Out)
- 2014: Best Christmas Party Ever (Fernsehfilm)
- 2015: It Had to Be You (Fernsehfilm)
- 2015–2023: Chicago Med (Fernsehserie, 121 Folgen)
- 2016: Stevie D
- 2016–2019: Chicago P.D. (Fernsehserie, 7 Folgen)
- 2017–2020: Chicago Fire (Fernsehserie, 4 Folgen)
- 2018: The Hoaxing (Kurzfilm)
- 2019: Flyby (Kurzfilm)
- 2019: PS Es weihnachtet sehr (Write Before Christmas. Fernsehfilm)
- 2020: Divertimento (Kurzfilm)
- 2021: Cold
- 2021: The Christmas Promise (Fernsehfilm)
- 2022: Rip in Time (Fernsehfilm)
- 2022: Twas the Night Before Christmas (Fernsehfilm)
- 2023: Love’s Greek to Me (Fernsehfilm)
- 2024: Skelly